# ستيفن مارك ستريتماتر
البروفيسور ستيفن مارك ستريتماتر Stephen Mark Strittmater هو عالم أعصاب أمريكي، ولد في أغسطس من عام 1958م في مدينة سانت لويس بولاية ميزوري في الولايات المتحدة الأمريكية. حصل علي درجة البكالوريوس بامتياز من كلية هارفارد Harvard College  عام 1980م، وحصل علي الدكتوراة من جامعة جونز هوبكنز عام 1986م، بعد الدكتوراة انتقل إلى مستشفى ماساتشوستس العام للتدريب بها وأثناء تواجده بالمستشفي اشترك مع الدكتور مارك فيشمانMark Fishman في أبحاث بغرض استكشاف الأساس الجزيئي لتوجيه المحور العصبي، وبعد ذلك عمل لفترة وجيزة كأستاذ مساعد في كلية الطب بجامعة هارفرد، ثم التحق بجامعة ييل الأمريكية للعمل بها عام 1993م. شغل ستريتماتر العديد من المناصب منها المدير العام المؤسس لبرنامج علم الأعصاب الخلوي  في جامعة ييل، ومركز ييل لأبحاث مرض آلزهايمر، وعيادات ييل لاضرابات الذاكرة، له العديد من الأبحاث العلمية المتميزة والمنشورة في العديد من الدوريات العلمية العالمية والتي يتعدي عددها أكثر من 240 بحث. وهو عضوًا فاعلًا في عدد من هيئات تحرير الدوريات العلمية والجمعيات الطبية.

## الجوائز
حصل ستريتماتر على العديد من الجوائز لما قدمه من مساهمات مبتكرة في علم الأعصاب ومن بين تلك الجوائز:
- جائزة أميريتك Ameritec
- جائزة جون ميرك سكولار John Merck Scholar
- جائزة ماكنايت لاضطرابات الدماغ والذاكرة.
- جائزة جمعية الزهايمر زينيث.
- جائزة السيناتور جاكوب جافيس Senator Jacob Javits
- جائزة الملك فيصل العالمية في الطب بالاشتراك مع الدكتور روبن جيمس فراكلين.

## مساهماته
ستريتماتر له العديد من المساهمات البارزة في مجال علم الاعصاب ، والتي من أبرزها مساهماته في فهم مسببات فشل نمو المحور العصبي ومحدودية الشفاء بعد اصابات الحبل الشوكي وكان لهذه المساهمته العلمية اثر كبير علي استعادة نمو المحور العصبي حيث قام بتحديد دور بروتين مثبط النسخ الجيني Rho في مسار تشكيل بروتين نوجو Nogo وقد نال ستريتماتر جائزة الملك فيصل في الطب عن مسهاماته تلك.